# Судиенко, Иосиф Михайлович
Судиенко Иосиф (Осип) Михайлович (27 июля 1830, село Очкино Новгород-Северского уезда Черниговской губернии — 5 декабря 1892, Москва) — камергер и шталмейстер двора, владимирский губернатор с 1876 по 1892 годы.

## Биография
Дворянин из рода Судиенок, потомок стародубских князей. Отец — ротмистр гвардии в отставке Михаил Осипович Судиенко (1803—1874), побочный сын тайного советника и члена Главного Почтового Правления Иосифа Степановича Судиенки (ум. 1811). Мать — Надежда Михайловна Судиенко (1816—1876), дочь сенатора М. П. Миклашевского.
В 1851 году окончил историко-филологический факультет Императорского Киевского университета святого Владимира со степенью кандидата. В том же году поступил на военную службу, став унтер-офицером Драгунского Его Императорского Высочества Наследника Цесаревича полка. Участвовал в Крымской войне на территории Молдавии, бывал с поручениями в северной части Севастополя.
Преподавал историю в училище подпрапорщиков при штабе 4-го армейского корпуса, в 1858 году поступил в Николаевскую академию Генерального штаба, но был отчислен и прикомандирован к лейб-гвардии Гусарскому полку, где прослужил вплоть до увольнения по домашним обстоятельствам 28 марта 1864 года в чине штабс-ротмистра гвардии.
Занимал пост председателя Новгород-Северской уездной земской управы, а затем предводителя дворянства Новгород-Северского уезда, был мировым судьёй Новгород-Северского (избран в 1868 и в 1872) и Глуховского (1872) судебных мировых округов.
17 октября 1869 года был назначен исправляющим должность черниговского вице-губернатора с присвоением чина надворного советника и занимал этот пост до 2 января 1876 года, когда начал исправлять должность владимирского губернатора. С 30 августа 1876 года — губернатор Владимирской губернии. Пробыл в этой должности 17 лет, получив чин действительного статского советника и придворное звание камергера, с 13 апреля 1886 года — шталмейстер двора Его Императорского Величества.

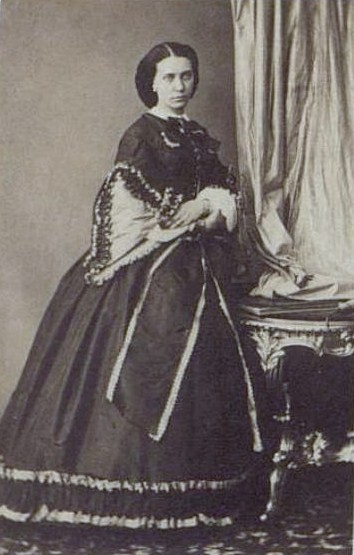
Юлия Михайловна Пашкова

Участвовал в учреждении общественных, учебных и благотворительных заведений, в том числе ремесленного училища И. С. Мальцова и католической церкви Святого Розария Девы Марии. 7 января 1885 года после личных переговоров отдал приказ о применении войск против участников Морозовской стачки в Орехово-Зуеве, аресте организаторов и активных участников, и применении других репрессивных мер.
Также силовым путём подавил выступление рабочих железнодорожных мастерских в Коврове 24 февраля 1887 года. Владел крупными земельными участками в Новгород-Северском, Глуховском и Конотопском уездах Черниговской губернии. Унаследовал семейный архив с ценными историческими документами, который после его смерти был передан в библиотеку Университета святого Владимира в Киеве.
Умер 5 декабря 1892 года в Москве после тяжёлой болезни. Похоронен на территории Новодевичьего монастыря, могила не сохранилась.

## Семья
Жена (с 10 мая 1863 года; Париж) — Юлия Михайловна Пашкова (1840—29.11.1895), фрейлина двора, дочь генерал-лейтенанта М. В. Пашкова и графини М. Т. Барановой. Детей не имели. Умерла в Петербурге от рака, похоронена рядом с мужем в Москве.

## Награды
- Орден Святой Анны 2-й степени
- Орден Святого Станислава 1-й степени (1879)
- Орден Святой Анны 1-й степени (1882)
- Орден Святого Владимира 2-й степени (1883)
- Орден Белого орла (1888)
- серебряная медаль «За защиту Севастополя»
- бронзовая медаль «В память войны 1853—1856»
- Знак Красного креста